# غوستاف بلفنجر
غوستاف بلفنجر (بالألمانية: Gustav Adolf Bilfinger)‏ (و. 1840 – 1914 م) هو مؤرخ ألماني، ولد في ألزاس، توفي في شتوتغارت، عن عمر يناهز 74 عاماً.

## التعليم
تعلم في جامعة توبنغن
.